# Rolf Hermann
Rolf Hermann (ur. 1 grudnia 1981 w Lubece), niemiecki piłkarz ręczny, reprezentant kraju grający na pozycji rozgrywającego. Mistrz Świata 2007.
Obecnie występuje w Bundeslidze, w drużynie TBV Lemgo.

## Sukcesy

### reprezentacyjne
- mistrz Świata 2007

### klubowe
- puchar EHF 2010